# Linia kolejowa nr 762
Linia kolejowa nr 762 – zlikwidowana linia kolejowa łącząca rejon WP2 stacji Wrocław Osobowice (dawniej posterunek Teresin) z posterunkiem odgałęźnym Jeżyny.
Działania likwidacyjne linii zostały wszczęte decyzją Ministerstwa Infrastruktury z dnia 7 września 2005 roku.